# 維塔-波什托瓦
50°19′11″N 30°23′2″E / 50.31972°N 30.38389°E
維塔-波什托瓦（羅馬化：Vita-Poshtova）是位於烏克蘭北部的村莊，由基辅州法斯蒂夫區的哈特內市鎮負責管轄。該村始建於1117年，面積0.37平方公里，海拔高度123米，2001年人口1,584，人口密度每平方公里4,281.1人。